# Scolophyllum ilicifolium
Scolophyllum ilicifolium är en tvåhjärtbladig växtart som först beskrevs av Bonati, och fick sitt nu gällande namn av T. Yamazaki. Scolophyllum ilicifolium ingår i släktet Scolophyllum och familjen Linderniaceae. Inga underarter finns listade i Catalogue of Life.